# Capital uman
Capitalul uman reprezintă cumulul de cunoștințe, obiceiuri, calități sociale și personale, incluzând creativitatea, implicat în capacitatea de a munci, care, la rândul ei, duce la producția de bunuri materiale și servicii. Teoria capitalului uman este abordată în strânsă legătură cu studiul managementului resurselor umane, regăsindu-se, de asemenea, în practica administrării afacerilor și a macroeconomiei. Primele idei privind capitalului uman au fost schițate de Adam Smith în secolul al XVIII-lea.  Teoria modernă a fost popularizată de Gary Becker, profesor la Universitatea din Chicago, economist și laureat al Premiului Nobel, precum și de Jacob Mincer și Theodore Schultz. Premiul Nobel pentru Științe Economice din 2018 i-a fost acordat (ex-aequo) lui Paul Romer, economistul care a pus bazele abordării moderne ale conceptualizării creșterii economice ca un proces alimentat de inovație.  
În literatura recentă, noul concept de capital uman necesar pentru îndeplinirea unei anumite sarcini a fost teoretizat în 2004 de către Robert Gibbon, profesor și economist la Institutul tehnologic din Massachusetts (MIT), și Michael Waldman, profesor și economist la Universitatea Cornell. Conceptul subliniază faptul că, în multe cazuri, capitalul uman este acumulat în funcție de natura sarcinii (sau de competențele necesare pentru îndeplinirea unei sarcini), putând fi folosit în mai multe companii care cer competențe transferabile. Acest concept poate fi aplicat în evaluări profesionale, pentru a susține dinamica salariilor sau a promovărilor și rotația cadrelor în interiorul firmelor etc . 

## Istoric
Economistul Arthur Lewis este cel care a pus bazele studiului „economiei dezvoltării”, propunând și ideea de capital uman în volumul Economic Development with Unlimited Supplies of Labour din 1954. Folosirea noțiunii de „capital uman” nu a fost niciodată discutată până când Arthur Cecil Pigou nu a reliefat și un sens negativ al acestui termen: 
Există investiții la nivelul capitalului uman și la nivelul celui material. De îndată ce acest lucru este conștientizat, distincția dintre a economisi în ceea ce privește consumul și a economisi în ceea ce privește investiția devine neclară. Pentru că, până la un punct, consumul înseamnă investiția în productivitatea unei anumite persoane. Acest lucru este deosebit de important în cazul copiilor: reducerea exagerată a cheltuielilor de la nivelul consumului poate duce la o scădere semnificativă a eficienței acestora pe perioada vieții. Chiar și pentru adulți, atunci când resursele acestora scad, este necesar controlul consumului personal care reprezintă, de asemenea, controlul investițiilor.
În literatura economică modernă, neoclasică, termenul „capital uman” a fost folosit în articolul "Investment in Human Capital and Personal Income Distribution" scris de Jacob Mincer apărut în Journal of Political Economy în 1958. Apoi Theodore Schultz a contribuit de asemenea la dezvoltarea disciplinei. Cea mai bună versiune a punerii în practică a ideii de capital uman în economie este cea a lui Mincer și Gary Becker de la Școala de economie din Chicago. Cartea lui Gary Becker, intitulată Human Capital (Capitalul uman), publicată în anul 1964, a devenit cartea de referință ]n privința acestui concept timp de mai mulți ani. În viziunea acestora, capitalul uman nu se deosebește de capitalul material utilizat ca noțiune în cazul fabricilor și echipamentelor: se poate investi în capitalul uman (prin educație, formare, tratamente medicale), iar produsul final depinde într-o anumită măsură de rata sa de rentabilitate. Astfel, capitalul uman este un mijloc de producție, în care investițiile suplimentare generează o producție suplimentară. Capitalul uman este substituibil, dar nu poate fi transferat, ca în cazul bunurilor imobiliare, al muncii sau capitalului fix.  
Unele teorii moderne privind dezvoltarea consideră capitalul uman un important factor de creștere în economie. Studiile ulterioare demonstrează și relevanța educației pentru bunăstarea economică a oamenilor.
Adam Smith a definit patru tipuri de capital fix (format din bunuri de lungă durată precum clădirile sau echipamentele, care participă la mai multe cicluri de producție consumându-se treptat și înlocuindu-se după mai mulți ani de utilizare.). Cele patru tipuri au fost: 
1. utilajele, instrumentele comerciale;
2. clădirile, ca mijloc de procurare a veniturilor;
3. îmbunătățirea terenurilor;
4. abilitățile dobândite și necesare ale tuturor locuitorilor sau membrilor societății.

Smith a definit capitalul uman astfel: 
Al patrulea punct se referă la capacitățile dobândite și utile ale tuturor cetățenilor. Achiziționarea unor astfel de talente, prin susținerea individului pe timpul educației, studiului sau uceniciei, va reprezenta întotdeauna o cheltuială reală, care este un tip de capital fix și realizat, ca să spunem așa, de persoana respectivă. Talentele și abilitățile personale, văzute ca o agoniseală a individului, vor fi de asemenea asimilate și de societatea din care acesta face parte. Dexteritatea unui muncitor poate fi considerată un echipament sau un instrument comercial care facilitează munca și care, deși necesită o anumită cheltuială, îi permite statului să își recupereze pierderea prin profitul pe care îl poate aduce
Prin urmare, Smith a argumentat că randamentul forței de muncă este dependent și de diviziunea socială a muncii:
Într-o mare măsură, îmbunătățirea randamentului forței de muncă și a abilităților, dexterității și judecății necesare pentru realizarea acestuia par să fi fost efectele diviziunii muncii.
Există o relație complexă între diviziunea muncii și capitalul uman.

## Context
Capitalul uman este o sumă de trăsături, toate cunoștințele, talentele, abilitățile, dar și experiența, inteligența, educația, judecata și înțelepciunea deținute individual și colectiv de către indivizii unei populații. Aceste resurse desemnează capacitatea totală a oamenilor,  reprezentând o formă de bogăție care poate fi redirecționată spre realizarea obiectivelor unei națiuni ca un tot unitar sau a unor obiective specifice. Capitalul uman se împarte, în linii mari, în trei categorii: (1) Capitalul intelectual (2) Capitalul social (3) Capitalul emoțional. 
Acesta este o imagine economică agregată a ființei umane așa cum acționează aceasta în cadrul economiilor, fiind o încercare de a surprinde complexitatea socială, biologică, culturală și psihologică a interacțiunilor acestia în cadrul unor tranzacții explicite și/sau economice. Multe teorii corelează în mod explicit investițiile în dezvoltarea capitalului uman cu educația, iar rolul capitalului uman în dezvoltarea economică, creșterea productivității și inovarea a fost adesea citat drept o justificare a subvențiilor guvernamentale în domeniul educației și al competențelor profesionale. 
Conceptul de capitalul uman a fost și continuă să fie criticat în numeroase moduri. Michael Spence propune teoria semnalizării ca o alternativă la cea a capitalului uman . Pierre Bourdieu propune o alternativă conceptuală mai nuanțată, discutând noțiuni precum capitalul cultural, capitalul social, capitalul economic sau capitalul simbolic. Aceste critici și alte dezbateri sugerează că noțiunea de capitalul uman este un concept reificat fără o putere explicativă suficientă. 
A fost asumată în teoriile economice timpurii, reflectând contextul - adică, sectorul secundar al economiei producea mult mai mult decât sectorul terțiar a fost capabil să producă la acea dată în majoritatea țărilor   - să fie o resursă fungibilă, omogenă și ușor de interschimbabilă și a fost menționată pur și simplu ca forță de muncă sau forță de muncă , unul dintre cei trei factori de producție (alții fiind terenuri și presupuși-interschimbabile de bani și echipamente fizice).  Așa cum terenul a devenit recunoscut ca capital natural și un bun în sine, factorii umani de producție au fost ridicați de la această analiză mecanică simplă la capitalul uman. În analiza financiară tehnică modernă, termenul "creștere echilibrată" se referă la scopul creșterii egale atât a capacităților umane agregate, cât și a activelor fizice care produc bunuri și servicii. 
Presupunerea că forța de muncă sau forța de muncă ar putea fi ușor modelată în ansamblu a început să fie provocată în anii 1950, când sectorul terțiar, care a cerut creativitatea, a început să producă mai mult decât sectorul secundar producea în acele timpuri în cele mai dezvoltate țări din lume. 

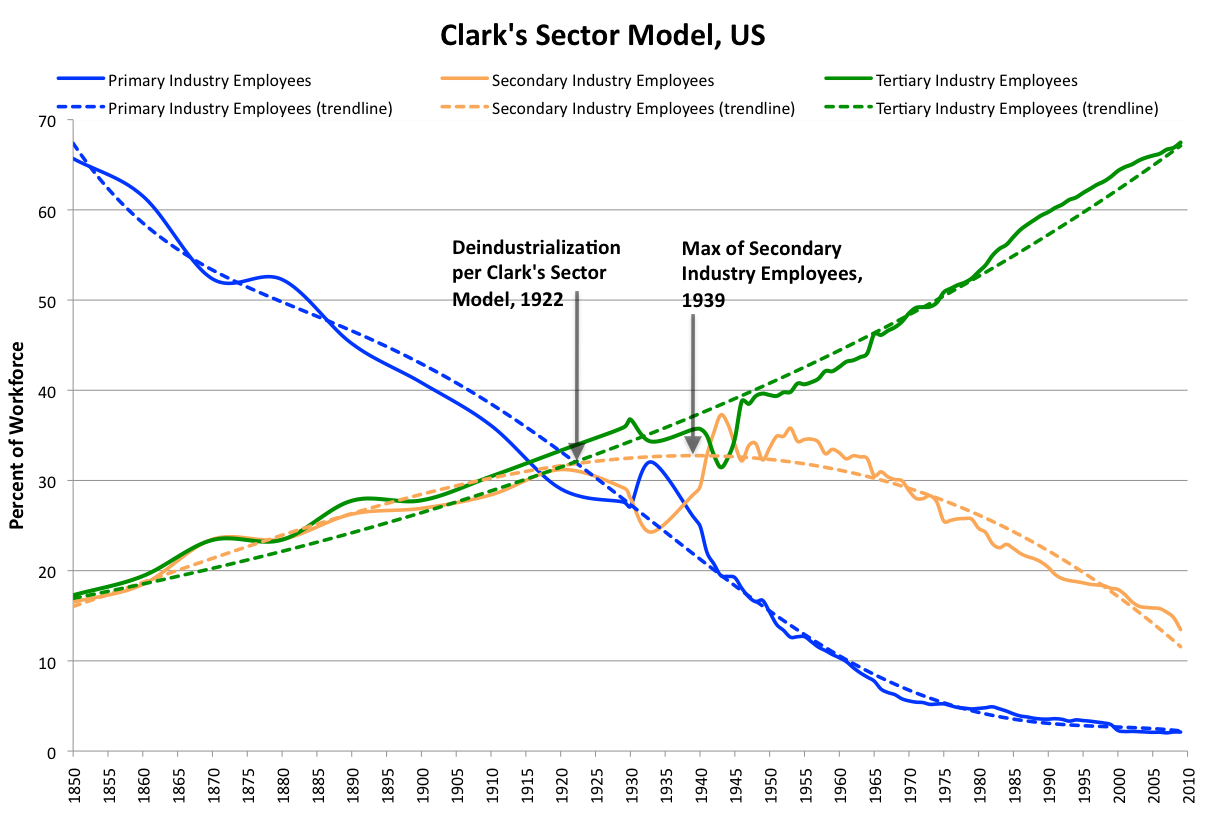
Modelul Sectorului Clark pentru economia Statelor Unite 1850-2009

În consecință, sa acordat mult mai multă atenție factorilor care au condus la succese față de eșec în ceea ce privește managementul uman.  A fost explorat rolul de lider , talent , chiar și celebritate . 
Astăzi, cele mai multe teorii încearcă să rupă jos capitalul uman într - una sau mai multe componente pentru analiză   - numite de obicei „ active necorporale “.  Cel mai frecvent, capitalul social , suma obligațiunilor sociale și a relațiilor, a ajuns să fie recunoscută împreună cu multe sinonime, cum ar fi bunăvoința sau valoarea mărcii sau coeziunea socială sau reziliența socială și concepte conexe precum celebritatea sau faima , distinct de talentul un individ (cum ar fi un sportiv are unicat) a dezvoltat, care nu poate fi transferat altora, indiferent de efort și acele aspecte care pot fi transferate sau predate: capital de instruire .  Mai puțin frecvent, unele analize combină instrucțiuni bune pentru sănătate cu sănătatea însăși sau obiceiuri sau sisteme de gestionare a cunoștințelor bune cu instrucțiunile pe care le compilează și gestionează sau " capitalul intelectual " al echipelor   - o reflectare a capacităților lor sociale și instructive, cu unele presupuneri despre unicitatea lor individuală în contextul în care lucrează.  În general, aceste analize recunosc că organismele individuale instruite, ideile sau abilitățile învățabile, influența socială sau puterea de convingere sunt diferite. 
Contabilitatea de gestiune se ocupă adesea cu întrebările privind modul de modelare a ființelor umane ca activ de capital. Deși este defalcat sau definit, capitalul uman este vital pentru succesul unei organizații (Crook et al., 2011); capitalul uman crește prin educație și experiență   și are un rol major în succesul orașelor și regiunilor: un studiu din 2012 a examinat modul în care producția de diplome universitare și activitățile de cercetare și dezvoltare ale instituțiilor de învățământ sunt legate de capitalul uman al zonelor metropolitane în care se află.  
În 2010, OCDE (Organizația pentru Cooperare și Dezvoltare Economică) a încurajat guvernele economiilor avansate să adopte politici pentru a spori inovarea și cunoașterea produselor și serviciilor ca pe o cale economică spre prosperitate continuă.    De asemenea, politicile internaționale abordează de multe ori și zborul de capital uman, și anume pierderea unor persoane talentați sau instruite dintr-o țară care le-a investit într-o altă țară care beneficiază de sosirea lor fără a investi în acestea. 
Studiile privind șomajul structural se concentrează tot mai mult pe o neconcordanță între stocul de capital uman specific locului de muncă și nevoile angajatorilor.    Cu alte cuvinte, există din ce în ce mai multă recunoaștere a faptului că, capitalul uman poate fi specific anumitor locuri de muncă sau sarcini și nu general și ușor de transferat. Lucrările recente au încercat să îmbunătățească legăturile dintre educație și nevoile pieței muncii prin corelarea datelor privind piața forței de muncă cu stabilirea prețurilor împrumuturilor pentru educație. 

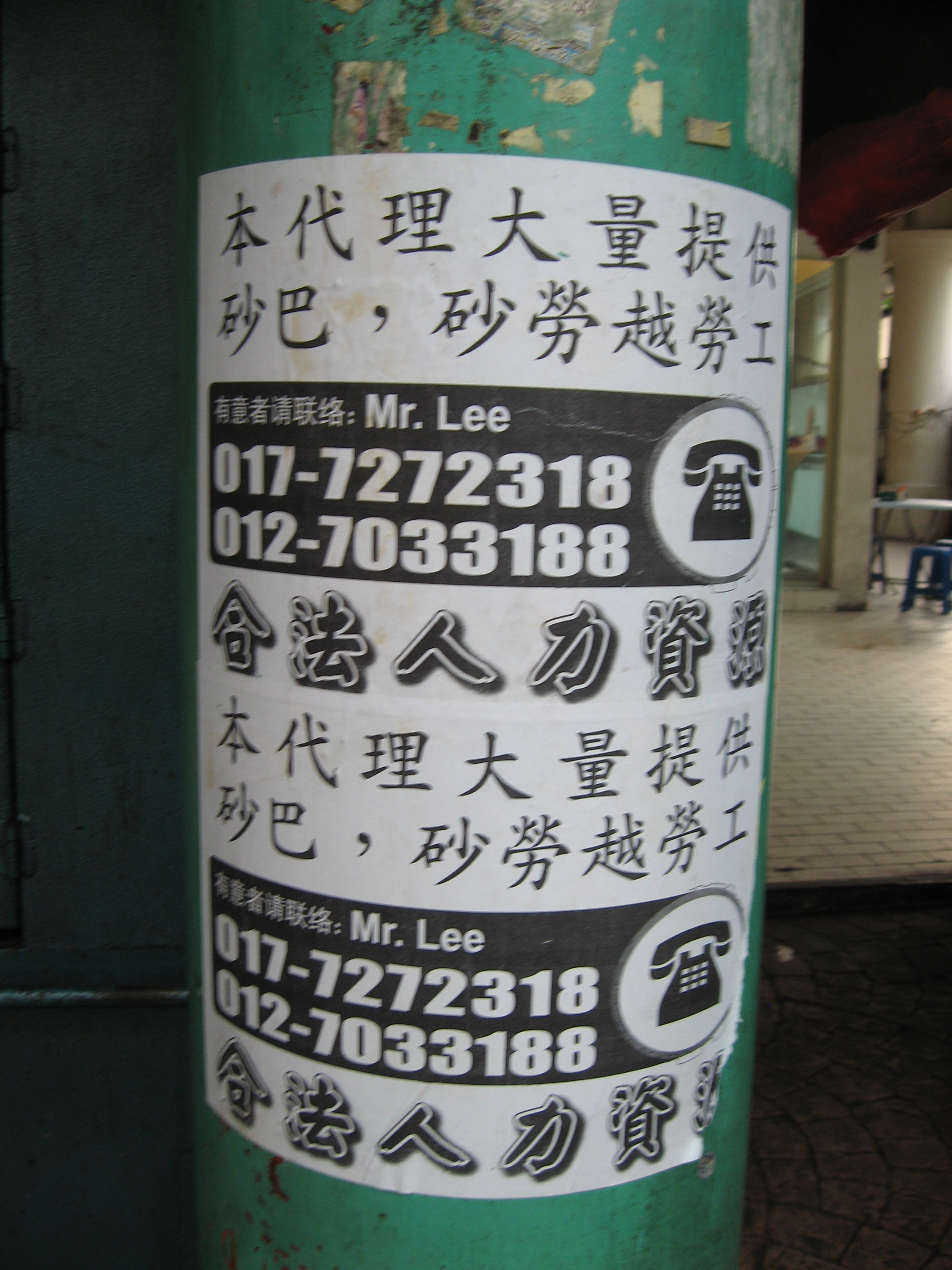
Ofertă pentru un loc de muncă pentru zona Sabah and Sarawak (Malaezia), văzută în Jalan Petaling, Kuala Lumpur.

ÎÎntr-o anumită măsură, ideea de “capital uman” este asemănătoare cu conceptul de “putere a poporului” promovată de Karl Marx conform căreia muncitorii capitalismului își vindeau forța de munca pentru a avea un venit (salariu, remunerații). Însă, cu mult înainte ca Mincer sau Becker să scrie despre acest subiect, Marx a scos in evidență două aspecte neplăcute ale teoriilor legate de salarii sau îndemnizații care compară salariile sau îndemnizațiile cu dobânda capitalului uman.
1. Muncitorul trebuie să muncească cu adevărat, să-și folosească mintea și corpul pentru a-și câștiga dobânda. Marx consideră capacitatea de a munci (puterea de muncă) și activitatea de a munci.
2. Un muncitor independent nu își poate vinde deodată capitalul uman, nu este nici pe departe un bun lichid, este chiar mai puțin lichid decât acțiunile sau pământul. O persoană nu își vinde abilitățile, ci le oferă în baza unui contract, la fel cum un industriaș își vinde marfa, nu utilajele/mașinăriile. Excepția în acest caz o reprezintă sclavii, întrucât capitalul lor uman poate fi vândut, deși ei nu pot avea un venit propriu.

Este absolut necesar ca un angajator să aibă profit din operațiunile sale, așadar, muncitorii trebuie să producă ceea ce Marx numea (în teoria muncitorească a valorii) „surplus de valoare”, de exemplu a munci mai mult decât este necesar pentru a susține puterea poporului.  Deși capitalul uman oferă muncitorilor anumite beneficii, existența lor rămâne dependentă de proprietarii avuției non-umane. 
Termenul „surplus de valoare” apare în articolul The Emancipation Question, scris de Marx și publicat în New-York Daily Tribune. Totuși, acolo el este folosit mai degrabă pentru a descrie oamenii care reprezintă capital pentru producători, decât folosit cu sensul modern. 
Economiștii neo-marxiști precum Bowles au susținut faptul că educația duce la salarii mai mari nu prin creșterea capitalului uman, ci prin a face muncitorii mai obedienți si disponibili in mediul corporatist. 

## Importanță
Conceptul de capital uman are cea mai mare importanță în țările cu surplus de forță de muncă. De obicei, aceste țări au mai multă forță de muncă din cauza ratei natalității crescute.  Forța de muncă în plus din țările acestea este resursa umană disponibilă într-o măsură mai mare decât resursele materiale concrete. Această resursă umană poate fi transformată în capital uman prin educarea populației, insuflarea unor valori și a importanței sănătății. Procesul de formare a capitalului uman înseamnă transformarea resursei umane brute în resursă productivă prin implementarea acestor măsuri. Problema capitalului tangibil limitat în țările suprapopulate poate fi rezolvată prin mărirea ratei de formare a capitalului uman prin învestirea fondurilor publice și private în sectoarele de educație și sănătate din economiile naționale. Capitalul tangibil este un instrument eficient pentru promovarea creșterii economice a unei țări, pe când capitalul intangibil este un instrument pentru promovarea unei dezvoltări ample a țării întrucât capitalul uman este strâns legat de dezvoltarea societății, astfel unde există o dezvoltare a societății progresul calitativ și cantitativ al unei țări este inevitabil.   Importanța capitalului uman este evidentă în abordarea diferită a ONU  în legătură cu evaluarea comparativă a dezvoltării economice a diferitelor națiuni în economia mondială.  ONU publică   Raportul privind dezvoltarea umană  pe tema dezvoltării umane în contextul diferitelor națiuni cu scopul de a evalua rata formării capitalului uman în acestea. 
Indicele statistic care estimează dezvoltarea umană în fiecare țară este Indicele dezvoltării umane (IDU). Este o combinație între rata speranței de viață, rata nivelului educațional și rata nivelului de trai. Rata speranței de viață arată nivelul standard de sănătate al populației țării; rata alfabetizării arată nivelul standard educațional și de alfabetizare; rata nivelului de trăi arată nivelul de trai al populației. Dacă toți acești indici au o tendință de creștere pe o perioada lungă de timp, acest lucru se reflectă și în IDU. Capitalul uman este direct proporțional cu sănătatea, educația și calitatea nivelului de trai. Așadar, cele 3 componente IDU sunt în directă legătură cu formarea capitalului uman în cadrul țării. IDU este un indicator al corelației pozitive dintre formarea capitalului uman și dezvoltarea economică. Dacă IDU crește, crește și rata formării capitalului uman datorită standardului crescut de educație și sănătate. De asemenea, dacă IDU crește, venitul pe cap de locuitor al țării crește. În mod implicit, IDU arată că rată formării capitalului uman este direct proporțională cu venitul pe cap de locuitor. Acest proces de dezvoltare umana este baza unui proces continuu de dezvoltare economică de lungă durată. Importanța conceptului de capital uman în dezvoltarea unei țări nu poate fi neglijată. Este de așteptat ca politicile macroeconomice ale tuturor națiunilor să fie direcționate spre promovarea dezvoltării umane și implicit, economice. 
Capitalul uman este piatra de temelie a dezvoltării umane și a dezvoltării economice din fiecare stat. Mahroum (2007) sugerează că la nivel macro, administrarea capitalului uman are trei caracteristici cheie: capacitatea de a dezvolta talentul, de a-l utiliza si de a atrage talent din alta parte. Împreună, cele trei formează baza competivității capitalului uman dintre țări. un studiu american recent arată că regiunile geografice care investesc în capitalul uman și în progresul economic al imigranților locuitori ai jurisdicțiilor ajută la impulsionarea creșterii economice atât pe termen lung, cât și pe termen scurt.   . De asemenea, există și dovezi clare că organizațiile care posedă și își dezvoltă capitalul uman au performanțe mai mari decât cele cărora le lipsește (Crook, Todd, Combs, Woehr și Ketchen, 2011). 
Capitalul uman este distinct diferit de capitalul monetar tangibil, datorită caracterului extraordinar al capitalului uman, de a se dezvolta cumulativ pe o perioadă lungă de timp.   Creșterea capitalului monetar corporal nu este întotdeauna liniară datorită șocurilor ciclurilor de afaceri .  În perioada de prosperitate, capitalul monetar crește cu o rată relativ mai mare, în timp ce în perioada de recesiune și depresie se înregistrează o decelerare a capitalului monetar.  Pe de altă parte, capitalul uman are o rată de creștere uniformă pe o perioadă lungă de timp, deoarece fundamentul acestui capital uman este stabilit de contribuțiile educaționale și de sănătate.   Actuala generație este dezvoltată calitativ de contribuțiile efective ale educației și sănătății.   Generația viitoare este mai mult beneficiată de cercetarea avansată în domeniul educației și sănătății, realizată de generația actuală.  Prin urmare, contribuțiile educaționale și de sănătate creează un impact mai productiv asupra generației viitoare, iar generația viitoare devine superioară generației actuale.  Cu alte cuvinte, capacitatea de producție a generației viitoare crește mai mult decât cea a generației actuale.  Prin urmare, rata de formare a capitalului uman în generația viitoare este mai mult decât rata formării capitalului uman în generația actuală.  Aceasta este creșterea cumulată a formării capitalului uman generată de calitatea superioară a forței de muncă în generația următoare, comparativ cu generația precedentă. 

### India
În India, rata de formare a capitalului uman a crescut constant după Independență din cauza îmbunătățirii calitative a fiecărei generații.  În a doua decadă a secolului XXI, a treia generație de populație a Indiei este activă în forța de muncă din India.  Această a treia generație este calitativ cea mai bună resursă umană din India.  A dezvoltat sectorul serviciilor din India cu exportul serviciilor financiare , serviciilor software,  serviciilor turistice și a îmbunătățit balanța invizibilă a balanței de plăți a Indiei.  Creșterea rapidă a economiei indiene ca răspuns la îmbunătățirea sectorului serviciilor este o dovadă a creșterii cumulate a capitalului uman din India. 

## Critici
Teoria școlii din Chicago a fost criticată de către  specialiștii economiei din domeniul muncii, pretinzând că aceasta încearcă să explice diferențele dintre salarii și indemnizații în ceea ce privește capitalul uman. ,,Teoria semnalizării’’ este una dintre principalele  alternative, invocate de către Michael Spence și Joseph Stiglitz. Conform acesteia, educația nu conduce la creșterea capitalului uman, ci mai degrabă acționează ca un mecanism prin intermediul căruia muncitorii înzestrați cu aptitudini superioare, și le pot semnala potențialilor angajatori, ajungând astfel să câștige salarii peste medie. 
Conceptul de capital uman poate fi foarte flexibil, incluzând variabile necuantificabile, cum ar fi personalitatea sau relațiile cu oamenii din interior (familie sau colegi). Această teorie a avut o contribuție semnificativă în studiul acestui domeniu, dovedind că indemnizațiile pot fi mai mari pentru angajați, în ceea ce privește alte aspecte decât capitalul uman. Printre variabilele care au fost identificate în literatura deceniilor anterioare, se pot regăsi diferențele salariale cauzate de discriminare pe baza de gen și etnie, discriminarea la locul de munca și în funcție de statutul economic. 
Statutul unei acreditări poate fi la fel de important ca și cunoștințele dobândite în determinarea valorii unei educații. Aceasta indică existența imperfecțiunilor pieței, cum ar fi grupurile neconcurente și segmentarea pieței muncii. Pe piețele segmentate ale muncii, ,,randamentul capitalului uman’’ diferă în rândul grupurilor sau segmentelor de pe piața forței de muncă. Un exemplu este discriminarea față de minorități sau femei.
Conform lui Becker, literatura de specialitate despre capitalul uman face diferența între capitalul uman ,,specific’’ și cel ,,general’’. Capitalul uman specific se referă la acei angajați ale căror aptitudini sau cunoștințe sunt utile numai unui singur angajator sau industriei, în timp ce capitalul uman general (cum ar fi alfabetizarea) este util tuturor angajatorilor. Economiștii consideră capitalul uman specific corporațiilor drept unul riscant, deoarece închiderea firmei sau declinul industriei duce la imposibilitatea transferării unor aptitudini (dovezile cu privire la importanța cantitativă a capitalului specific firmei sunt nerezolvate). 
Capitalul uman este esențial pentru dezbaterile privind bunăstarea, educația, sănătatea și pensionarea. 
În 2004, ,,capitalul uman’’ (germană: Humankapital) a fost numit ,,German Un-Word of the Year’’ (publicație anuală numită ,,Nonsens’’) de către un juriu de cercetători lingviști. Ei au considerat termenul drept inadecvat și inuman, deoarece persoanele ar fi degradate și abilitățile lor clasificate în funcție de cantități relevante din punct de vedere economic. 
"Capitalul uman" este adesea confundat cu dezvoltarea umană. ONU propune "dezvoltarea Umană desemnează atât procesul de extindere alegerile oamenilor și îmbunătățirea bunăstării lor". De Dezvoltare Umană al ONU indicii sugerează că capitalul uman este doar un mijloc pentru sfârșitul de dezvoltare umană: "Teoriile capitalului uman, formarea și dezvoltarea resurselor umane vedere ființe umane ca mijloace pentru creșterea veniturilor și a bogăției, mai degrabă decât ca scopuri. Aceste teorii sunt în cauză cu ființe umane ca date de intrare pentru creșterea producției".

## Intangibilitate și portabilitate
Capitalul uman este un bun intangibil, nu aparține firmei care îl folosește și în general, nu poate fi înlocuit. Mai concret, persoanele ajung la ora 9:00 și pleacă la ora 17:00 (modelul tradițional  de muncă în birou), luând majoritatea cunoștințelor și relațiilor cu ei.
Capitalul uman, privit din perspectiva temporală, consumă timp în una din aceste activități-cheie:
1. Cunoștințe (activități care implică un angajat)
2. Colaborare (activități care implică mai mult de un angajat)
3. Procese (activități axate în special pe cunoașterea și pe activitățile de colaborare generate de structura organizațională - cum ar fi impactul silozului, politica internă etc.) și
4. Absența (concediu anual, concediu medical, vacanțe etc.).

În ciuda lipsei de proprietate formală, firmele pot beneficia de pe urma formării profesionale la nivel înalt, în mare parte deoarece acest lucru creează o cultură corporativă sau perechi lingvistice menite sa creeze coeziune 
În ultimele scrieri economice, conceptul de capital uman specific firmei, care include relațiile sociale, instinctele individuale și detaliile instructive ce sunt valoroase într-o firmă (dar nu în general), apare ca o explicație a unor probleme legate de mobilitatea forței de muncă  dar și a unor fenomene precum “cătușele de aur„ , termen ce desemnează beneficiile oferite angajaților pentru a-i convinge să rămână în cadrul companiei. Angajații pot fi mai valoroși acolo unde au ajuns prin simplul fapt  că au dobândit acele cunoștințe, abilități și instincte. În consecință, firma câștigă pentru reticența lor de a o părăsi și de a-și expune talentele în altă parte. 

## Riscuri
Când capitalul uman este evaluat prin calcularea costurilor bazate pe activități prin alocări de timp, devine posibilă evaluarea riscului de capital uman. Riscurile de capital uman pot fi identificate dacă procesele de resurse umane din cadrul organizațiilor sunt studiate în detaliu. Riscurile de capital uman apar atunci când organizația își desfășoară activitatea sub niveluri de excelență operațională realizabile. De exemplu, dacă o firmă ar putea reduce în mod rezonabil erorile și să le prelucreze (componenta de proces a capitalului uman) de la 10.000 de ore pe an la 2.000 de ore cu tehnologie accesibilă, riscul de capital uman ar fi diferența de 8.000 de ore. Atunci când costurile salariale sunt aplicate la această diferență (cele 8.000 de ore), devine posibilă evaluarea financiară a riscului de capital uman într-o perspectivă organizațională. 
Riscul se împarte în patru categorii principale:
1. Activități legate de absență (activități referitoare la salariații care sunt în concediu medical sau implicați în acțiuni sindicale și nu se prezintă la locul de muncă etc.). Absențele ce nu pot fi evitate sunt menționate ca ,,Absențe Statutare’’. Toate celelalte categorii de absență sunt numite ,,Absențe Controlabile’’,
2. Activitățile de colaborare se referă la durata timpului pe care mai mulți angajați o petrec într-un context organizațional. Exemplele includ: întâlniri, convorbiri telefonice, instruiri sub îndrumarea unor instructori etc .;
3. Activitățile de cunoaștere se referă la durata timpului petrecut de o singură persoană și constau în găsirea/preluarea informațiilor, cercetarea, e-mailul, mesageria, blogging-ul, analiza informațiilor etc.; și
4. Activitățile de procesare: sunt cunoștințele și activitățile de colaborare ce rezultă din contextul organizațional, cum ar fi erorile/prelucrarea, transformarea manuală a datelor, stresul, politica,  etc

## Finanțe corporative
În finanțele corporative, capitalul uman este una din cele trei componente principale ale capitalului intelectual (care, pe lângă activele corporale, cuprinde întreaga valoare a unei societăți). Capitalul uman reprezintă valoarea pe care angajații unei întreprinderi o oferă prin aplicarea aptitudinilor, cunoștințelor și a experienței. Este o capacitate umană combinată a organizației pentru rezolvarea problemelor de afaceri. Capitalul uman este inerent oamenilor și nu poate aparține unei organizații. Prin urmare, capitalul uman părăsește organizația atunci când oamenii pleacă. Capitalul uman arată, de asemenea, cât de eficient își folosește o organizație resursele umane, măsurate prin creativitate și inovare. Reputația unei companii ca angajator afectează capitalul uman pe care îl atrage.

## Măsurarea capitalului uman

### Forumul  Economic Mondial -Indexul Capitalui Uman
Începând cu anul 2012, Forumul Economic Mondial și-a publicat anual Raportul privind Capitalul Uman, care include Indexul Capitalul Uman (HCI).   În ediția din  anul 2017, 130 de țări  au fost cotate de la 0 (cel mai rău) la 100 (cel mai bun)  în funcție de calitatea investițiilor lor în capital uman. Norvegia este pe primul loc, cu 77.12. 

### World Bank Human Capital Index
În octombrie 2018, Banca Mondială a publicat Indexul Capitalului Uman (HCI) ca o măsură a succesului economic. Indexul clasifică țările în funcție de cât de mult este investit în educația și sănătatea tinerilor. Raportul privind dezvoltarea mondială a Băncii Mondiale din anul 2019  privind Evoluția Naturii Muncii  prezintă Indexul și explică importanța sa datorită impactului tehnologiei asupra piețelor forței de muncă și asupra viitorului muncii.   
Human Capital Index ranking (top 50 countries)
1. Singapore 0.88
2. Coreea de Sud 0.84
3. Japonia 0.84
4. Hong Kong 0.82
5. Finlanda 0.81
6. Irlanda 0.81
7. Australia 0.80
8. Suedia 0.80
9. Țările de Jos 0.80
10. Canada 0.80
11. Germania 0.79
12. Austria 0.79
13. Slovenia 0.79
14. Cehia 0.78
15. Regatul Unit 0.78
16. Portugalia 0.78
17. Danemarca 0.77
18. Norvegia 0.77
19. Italia 0.77
20. Elveția 0.77
21. Noua Zeelandă 0.77
22. Franța 0.76
23. Israel 0.76
24. Statele Unite 0.76
25. Macao, SAR of China 0.76
26. Belgia 0.76
27. Serbia 0.76
28. Cipru 0.75
29. Estonia 0.75
30. Polonia 0.75
31. Kazahstan 0.75
32. Spania 0.74
33. Islanda 0.74
34. Rusia 0.73
35. Letonia 0.72
36. Croația 0.72
37. Lituania 0.71
38. Ungaria 0.70
39. Malta 0.70
40. Slovacia 0.69
41. Luxemburg 0.69
42. Grecia 0.68
43. Seychelles 0.68
44. Bulgaria 0.68
45. Chile 0.67
46. China 0.67
47. Bahrain 0.67
48. Vietnam 0.67
49. Emiratele Arabe Unite 0.66
50. Ucraina 0.65

### Alte metode
O nouă măsură a capitalului uman estimat , calculată pentru 195 de țări din anul 1990 până în anul 2016 și definită pentru fiecare cohortă de nașteri ca fiind perioada estimată de trăit de la vârsta cuprinsă între 20 și 64 de ani și ajustată în funcție de nivelul de educație, formare sau de calitatea educației, a fost publicată de Lancet în septembrie 2018. Finlanda a avut cel mai înalt nivel de capital uman estimat: 28·4 perioadă estimată trăită între vârsta de 20 și 64 de ani la nivel de sănătate, educație și ajustare în ceea ce privește formarea. Niger a avut cel mai scăzut nivel, cu mai puțin de 1,6 ani. 
Este posibilă, de asemenea, măsurarea indexului capitalului uman a întreprinderilor individuale: un studiu privind aspecte precum formarea sau compensația , și în care se obține o valoare cuprinsă între 0 (cel mai rău) și 100 (cel mai bun). Întreprinderile clasate cel mai bine se dovedesc a aduce valoare adăugată acționarilor.